# علی‌مددلی، آق‌دام
علی‌مددلی (ارمنی: Ալիմադաթլի یا ترکی آذربایجانی: Əlimədədli) یک منطقهٔ مسکونی در جمهوری آرتساخ است که در استان آسکران واقع شده‌است.